# 34184 Hegde
34184 Hegde este o planetă minoră (asteroid), cu un diametru de 4,807 km, din centura de asteroizi. A fost descoperită pe 24 august 2000 la Experimental Test Site⁠(d) de Lincoln Near-Earth Asteroid Research. 
Obiectul prezintă o orbită caracterizată de o semiaxă mare de 2,9890091 UAi, o excentricitate de 0,13, o înclinație de 5,49394 ° în raport cu ecliptica.